# 村元友太郎
村元 友太郎（むらもと ゆうたろう、1994年10月3日 - ）は、日本の男性総合格闘家。石川県小松市出身。BaaanGYMオーナー。現DEEPフライ級王者。ブラジリアン柔術黒帯。RIZIN、DEEPを主戦場としている。

## 経歴
小学校2年生から高校3年生まで野球を経験し、甲子園県予選でベスト4に進出。石川県立小松高等学校を卒業後、名古屋商科大学に進学すると同時に、2013年4月から総合格闘技道場ALIVEで本格的に総合格闘技の練習を始めた。
2014年6月、19歳で東海アマチュア修斗選手権で優勝し、10月の全日本アマチュア修斗選手権にてプロに昇格した。
2015年2月、パンクラスプロ昇格トーナメントのフライ級で優勝。
アマチュア戦績8勝1敗(1敗は偶発的な金的蹴りによる減点負け)
2015年3月22日、HEATでGLADIATORフライ級王者の南出剛と対戦し、2RTKO勝利を収めた。
2015年12月4日、アメリカ合衆国の総合格闘技団体Pacific Xtreme Combatと契約。PXC 50でシェーン・アルバレスと対戦し、判定勝ち。
2016年3月18日、PXC 52でジョシュ・アルバレスと対戦し、判定負け。この敗戦により1階級下のストロー級へ階級を落とした。
2018年8月26日、DEEP 85 IMPACTのDEEPストロー級時期挑戦者決定戦で川原波輝と再戦し、 判定1-0でドロー。

### RIZIN・DEEP
2019年8月18日、愛知県体育館で開催されたRIZIN.18に出場。59kg契約で征矢貴と対戦し、2RTKO負け。
2021年3月21日、RIZIN.27にて57kg契約で山本聖悟と対戦し、山本の飛び膝蹴りを右ストレートで撃ち落とし、追撃のパウンドで1RKO勝ち。
2021年11月20日、RIZIN.32でPANCRASE3階級制覇王者の砂辺光久との対戦が決定していたが、練習中に左足首の腓骨を骨折し欠場。
2022年3月20日、RIZIN.34でストロー級キング・オブ・パンクラシストの北方大地と対戦し、3R判定負けを喫した。
2022年9月11日、DEEP TOKYO IMPACT 2022 5th ROUNDのDEEPフライ級グランプリ1回戦で風我と対戦し、5-0の判定勝ちを収め2回戦に進出した。
2022年12月11日、DEEP111のDEEPフライ級グランプリ2回戦で宇田悠斗と対戦し、左フックでダウンを奪われサッカーボールキックでTKO負けを喫し、2回戦敗退となった。
2023年10月1日、RIZIN LANDMARK 6で元UFCフライ級7位のホジェリオ・ボントリンと対戦し、善戦するも3R判定負け。
2024年5月3日、DEEP119で6連勝中のKENTAと対戦し、2-1の判定勝ち。DEEPフライ級タイトル戦をアピールした。
2024年7月15日、ASJJFブラジリアン柔術選手権に茶帯フェザー級で出場し、優勝を果たした。それに伴い柔術黒帯に昇格した。
2024年11月17日、RIZIN LANDMARK 10でPFC・BTCの2冠フライ級王者のトミー・ララミーと対戦し、3R判定負けを喫した。
2025年5月5日、DEEP125に出場し次期王座挑戦者決定戦を行い、3連勝中の関原翔を相手に判定勝ちを収めた。
2025年8月17日、DEEP126のDEEPフライ級王座決定戦でKENTAと1年3カ月ぶりに再戦し、2R終盤に右ストレートからのパウンドでTKO勝ちを収め王座を獲得した。

## 人物
- 愛車は2020年時点でLEXUS（レクサス）のRX450h F SPORT。オプションも多く付けていることから価格は約1000万～1200万円ほど。[映像 1]

## 戦績
| 総合格闘技 戦績 | 総合格闘技 戦績 | 総合格闘技 戦績 | 総合格闘技 戦績 | 総合格闘技 戦績 | 総合格闘技 戦績 | 総合格闘技 戦績 |
| --------------- | --------------- | --------------- | --------------- | --------------- | --------------- | --------------- |
| 24 試合         | (T)KO           | 一本            | 判定            | その他          | 引き分け        | 無効試合        |
| 14 勝           | 5               | 2               | 7               | 0               | 2               | 0               |
| 9 敗            | 3               | 1               | 5               | 0               | 2               | 0               |

| 勝敗 | 対戦相手                           | 試合結果                                     | 大会名                                                           | 開催年月日     |
| ○    | KENTA                              | 2R 4:07 TKO（右ストレート→パウンド）         | DEEP 126 IMPACT 【DEEPフライ級王座決定戦】                       | 2025年8月17日  |
| ○    | 関原翔                             | 5分3R終了 判定2-1                            | DEEP 125 IMPACT                                                  | 2025年5月5日   |
| ×    | トニー・ララミー                   | 5分3R終了 判定0-3                            | RIZIN LANDMARK 10                                                | 2024年11月17日 |
| ○    | KENTA                              | 5分3R終了 判定2-1                            | DEEP 119 IMPACT                                                  | 2024年5月3日   |
| ×    | ホジェリオ・ボントリン             | 5分3R終了 判定0-3                            | RIZIN LANDMARK 6                                                 | 2023年10月1日  |
| ○    | ビョン・ジェウン                   | 5分3R終了 判定3-0                            | DEEP 113 IMPACT                                                  | 2023年5月7日   |
| ×    | 宇田悠斗                           | 1R 2:26 TKO（左フック→サッカーボールキック） | DEEP 111 IMPACT 【DEEPフライ級グランプリ2回戦】                  | 2022年12月11日 |
| ○    | 風我                               | 5分3R終了 判定5-0                            | DEEP TOKYO IMPACT 2022 5th ROUND 【DEEPフライ級グランプリ1回戦】 | 2022年9月11日  |
| ○    | BJ                                 | 2R 2:23 TKO（右フック→パウンド）             | RIZIN.36                                                         | 2022年7月2日   |
| ×    | 北方大地                           | 5分3R終了 判定0-3                            | RIZIN.34                                                         | 2022年3月20日  |
| ○    | 山本聖悟                           | 1R 2:37 TKO（右ストレート）                  | RIZIN.27                                                         | 2021年3月21日  |
| ○    | 鮎田直人                           | 3R 0:51 リアネイキッドチョーク               | DEEP 96 IMPACT                                                   | 2020年8月23日  |
| ×    | 征矢貴                             | 2R 1:28 TKO（スタンドパンチ連打）            | RIZIN.18                                                         | 2019年8月18日  |
| △    | 川原波輝                           | 5分3R終了 判定1-0                            | DEEP 85 IMPACT                                                   | 2018年8月26日  |
| ○    | ランボー宏輔                       | 5分2R終了 判定3-0                            | DEEP 83 IMPACT                                                   | 2018年4月28日  |
| ○    | 大崎勝海                           | 3R 2:14 リアネイキッドチョーク               | PANCRASE vs DEEP 大阪大会                                        | 2017年12月24日 |
| ×    | 川原波輝                           | 2R 1:42 KO（膝蹴り→パウンド）                | DEEP CAGE IMPACT 2017                                            | 2017年7月15日  |
| △    | 阿部博之                           | 5分2R終了 判定0-1                            | DEEP 78 IMPACT                                                   | 2017年3月18日  |
| ×    | 越智晴雄                           | 2R 3:46 フロントチョーク                     | DEEP CAGE IMPACT 2016                                            | 2016年12月17日 |
| ○    | アルタンツェツェグ・ウーガンバヤル | 5分3R終了 判定3-0                            | DEEP 77 IMPACT                                                   | 2016年8月27日  |
| ×    | ジョシュ・アルバレス               | 5分3R終了 判定0-3                            | PXC 52                                                           | 2016年3月18日  |
| ○    | シェーン・アルバレス               | 5分3R終了 判定2-1                            | PXC 50                                                           | 2015年12月4日  |
| ○    | 山中憲次                           | 1R 0:32 KO（跳び膝蹴り）                     | TTF CHALLENGE 5                                                  | 2015年9月23日  |
| ×    | 加マーク納                         | 5分3R終了 判定0-3                            | WARDOG CAGE FIGHT 5                                              | 2015年7月18日  |
| ○    | 南出剛                             | 2R 3:59 TKO（スタンドパンチ連打）            | HEAT 35                                                          | 2015年3月22日  |

## 獲得タイトル
- 第7代DEEPフライ級王座（2025年）

### 試合映像
1. ↑  『【試合映像】村元友太郎 vs. 山本聖悟 / Yutaro Muramoto vs. Seigo Yamamoto - RIZIN.27』RIZIN公式YouTubeチャンネル、2021年。
2. ↑  『【試合映像】北方大地 vs. 村元友太郎 / Daichi Kitakata vs. Yutaro Muramoto - RIZIN.34』RIZIN公式YouTubeチャンネル、2022年。

### 補足映像
1. ↑  『【番組】RIZIN CONFESSIONS #166（※番組内で試合映像＆村元友太郎とトミー・ララミーによる試合振り返りドキュメンタリー番組）』RIZIN公式YouTubeチャンネル、2024年。

### 映像資料
1. ↑  SUN CHANNEL / 村元友太郎 (2021-02-26), #57【RIZIN.27】現在の心境を語ってみた。 2025年5月14日閲覧。